# إيدفيناس جيردفاينيس
إيدفيناس جيردفاينيس (17 يناير 1993 بكلايبيدا في ليتوانيا - ) هو لاعب كرة قدم ليتواني في مركز الدفاع. شارك مع منتخب ليتوانيا تحت 21 سنة لكرة القدم. أما مع النوادي، فقد لعب مع نادي إكراناس ونادي بادوفا.

## وصلات خارجية
- إيدفيناس جيردفاينيس على موقع IMDb (الإنجليزية)

- إيدفيناس جيردفاينيس على موقع الاتحاد الأوربي (الإنجليزية)
- إيدفيناس جيردفاينيس على موقع قاعدة بيانات كرة القدم.إي يو (الإنجليزية)
- إيدفيناس جيردفاينيس على موقع ناشيونال فوتبول تيمز (الإنجليزية)
- إيدفيناس جيردفاينيس على موقع Soccerbase.com (لاعب) (الإنجليزية)
- إيدفيناس جيردفاينيس على موقع Soccerway.com (الإنجليزية)
- إيدفيناس جيردفاينيس على موقع عالم كرة القدم.نت (الإنجليزية)